# Michał Jedynak
Michał Jedynak (20. července 1870 Paszczyna – 4. října 1916 Krzeszowice) byl rakouský politik polské národnosti z Haliče, na počátku 20. století poslanec Říšské rady.

## Biografie
Narodil se v rolnické rodině. Vystudoval národní školu a pak střední školu v Dębici. Od roku 1892 spolupracoval s listem Przyjaciel Ludu, později s listem Piast. Zpočátku patřil mezi stoupence politického proudu okolo Stanisława Stojałowského, později se přiklonil k Polské lidové straně, jejímž členem byl od jejího vzniku. V letech 1903–1913 byl členem jejího předsednictva. Byl organizátorem rolnických spolků a podílel se na založení rolnické záložny. Od roku 1908 do roku 1913 zasedal coby poslanec Haličského zemského sněmu. V rámci Polské lidové strany se vyprofiloval jako oponent Jana Stapińského. Po rozkolu ve straně byl po roce 1913 činný v Polské lidové straně „Piast”.
V době svého působení v parlamentu se uvádí jako zemědělec v obci Paszczyna.
Působil také coby poslanec Říšské rady (celostátního parlamentu Předlitavska), kam usedl ve volbách do Říšské rady roku 1911, konaných podle všeobecného a rovného volebního práva. Byl zvolen za obvod Halič 43. Poslancem byl do své smrti roku 1916. V parlamentu ho pak nahradil Tomasz Dyło.
Uvádí se jako člen Polské lidové strany. Po volbách roku 1911 byl na Říšské radě členem poslaneckého Polského klubu.
Zemřel v říjnu 1916.